# Gruey-lès-Surance
Gruey-lès-Surance är en kommun i departementet Vosges i regionen Grand Est (tidigare regionen Lorraine) i nordöstra Frankrike. Kommunen ligger i kantonen Bains-les-Bains som tillhör arrondissementet Épinal. År 2022 hade Gruey-lès-Surance 210 invånare.

## Befolkningsutveckling
Antalet invånare i kommunen Gruey-lès-Surance
| Referens: INSEE |